# Marina Terrace
Marina Terrace – budynek o wysokości 183 m, znajdujący się w Dubaju w Zjednoczonych Emiratach Arabskich. Liczy 38 pięter, został wybudowany m.in. przez firmę EMAAR Properties w Dubai Marina. Wieżowiec ukończono w 2006 roku.